# Titularbistum Arsinoë in Arcadia
Arsinoë in Arcadia (ital.: Arsinoe di Arcadia) ist ein Titularbistum der römisch-katholischen Kirche.
Es geht zurück auf ein untergegangenes Bistum der antiken Stadt Krokodilopolis in Oberägypten, das der Kirchenprovinz Oxyrhynchos angehörte.
| Titularbischöfe von Arsinoë in Arcadia |                                   |                                               |                   |                   |
| Nr.                                    | Name                              | Amt                                           | von               | bis               |
| 1                                      | Michał Ignacy Kunicki             | Weihbischof in Krakau (Polen)                 | 23. Dezember 1726 | 9. November 1751  |
| 2                                      | Francesco-Paolo Grifi             | Weihbischof in Acerenza-Matera (Italien)      | 28. Januar 1828   |                   |
| 3                                      | Pierre-Marie Osouf MEP            | Apostolischer Vikar von Nordjapan (Japan)     | 20. Mai 1876      | 15. Juni 1891     |
| 4                                      | Juan Agustín Boneo                | Weihbischof in Buenos Aires (Argentinien)     | 15. Juni 1893     | 7. Februar 1898   |
| 5                                      | Charles-Joseph-Louis-Abel Gilbert | emeritierter Bischof von Le Mans (Frankreich) | 24. März 1898     | 5. Juli 1914      |
| 6                                      | Ernest Neveux                     | Weihbischof in Reims (Frankreich)             | 16. Juli 1914     | 7. September 1938 |
| 7                                      | Henri Audrain                     | Weihbischof in Versailles (Frankreich)        | 22. Oktober 1938  | 3. Februar 1954   |
| 8                                      | Manuel de Jesús Serrano Abad      | Weihbischof in Cuenca (Ecuador)               | 18. August 1954   | 16. November 1956 |
| 9                                      | Jerônimo Mazzarotto               | Weihbischof in Curitiba (Brasilien)           | 29. April 1957    | 23. Mai 1999      |